# Thibaut Courtois
Thibaut Nicolas Marc Courtois (Bree, 11 mei 1992) is een Belgische voetballer die speelt als doelman. Sinds 2018 staat hij onder contract bij Real Madrid. Met winst van de UEFA Champions League in 2022 werd hij de eerste Belg die deze prijs onder die naam als basisspeler wist te winnen. Hij wordt beschouwd als een van de beste keepers van zijn generatie. Courtois debuteerde in november 2011 in het Belgisch voetbalelftal.

## Carrière

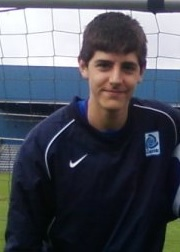
Courtois bij de jeugd van KRC Genk.

### KRC Genk
Tijdens het seizoen 2008/09 begon Courtois bij de beloften van KRC Genk. Hij was op dat ogenblik de zesde doelman van het eerste elftal, maar in geen tijd schoof hij enkele plaatsen op. In januari vertrokken doelmannen Logan Bailly en Sinan Bolat bij KRC Genk, waarna Davino Verhulst de nieuwe nummer 1 werd, met Sem Franssen als zijn doublure. Toen Verhulst vervolgens een schorsing opliep en reservedoelman Sem Franssen geblesseerd raakte en Koen Casteels net uit kwetsuur terugkwam, mocht Courtois op 17 april 2009 zijn debuut maken in Eerste Klasse. Courtois was op dat ogenblik 16 jaar en had zelfs nog nooit op de bank gezeten.
Een seizoen later trok KRC Genk de Hongaarse doelman László Köteles aan. Courtois zakte opnieuw een plaats in de pikorde en kwam tijdens het seizoen 2009/10 niet aan spelen toe. In de zomer van 2010 greep hij tijdens de voorbereiding volop zijn kans. Verhulst was opnieuw geblesseerd en László Köteles was niet speelgerechtigd, waardoor Courtois opnieuw onder de lat terechtkwam. Zijn tweede wedstrijd voor KRC Genk was meteen ook zijn Europese vuurdoop. Het ging om de wedstrijd tegen het Finse Inter Turku in de derde voorronde van de Europa League.
Vanaf dan verliet Courtois het Genkse doel niet meer. De 18-jarige keeper werd de nieuwe nummer 1 van KRC Genk en oogstte meteen veel lof. Courtois hield zijn team meermaals recht en had een grote verdienste in het behalen van de landstitel in 2011. In Play-off I pakte hij tijdens de slotminuten van de beslissende wedstrijd tegen Standard Luik uit met drie opmerkelijke reddingen. Standard bleef zo steken op 1-1, waardoor KRC Genk kampioen werd. Zijn prestaties leverden hem wat later de trofee voor Keeper van het Jaar op en de interesse van Europese topclubs als Manchester United, Chelsea FC, Tottenham Hotspur en Schalke 04. Uiteindelijk zou hij voor 9 miljoen euro vertrekken naar Chelsea FC. Door deze transfer zou het voor hem moeilijk worden om mee te dingen naar de Gouden Schoen. Hij kon enkel punten krijgen voor de periode januari-mei 2011. Desondanks werd hij toch nog derde, op 37 punten van winnaar Matías Suárez.

### Chelsea
Op 16 juli 2011 zette Courtois zijn handtekening onder een contract van vijf seizoenen bij Chelsea. De Engelse club betaalde een transfersom van negen miljoen euro aan KRC Genk, dat de speler vervolgens een jaar wilde huren van Chelsea. Courtois werd niettemin aan Atlético Madrid uitgeleend. De transfer van Courtois was op dat moment de duurste transfer in de geschiedenis van KRC Genk. Een jaar later werd Christian Benteke voor nog een miljoen meer verkocht aan Aston Villa.

#### Verhuur aan Atlético Madrid
Courtois werd na zijn transfer naar Chelsea meteen verhuurd aan Atlético Madrid. Hij moest er de naar Manchester United vertrokken David de Gea opvolgen. De doelman werd bij Atlético op 26 juli 2011 voorgesteld aan de pers. Tot verwondering van de pers vertelde de nieuweling dat de toenmalige doelman van aartsrivaal Real Madrid, Iker Casillas, zijn grote voorbeeld was. Op 25 augustus 2011 maakte hij zijn officiële debuut voor de Spaanse club. Hij startte toen in de basis in een wedstrijd in de Europa League tegen Vitória Guimarães. Courtois werd onder trainer Gregorio Manzano meteen een titularis. Hij kreeg de voorkeur boven de Spaanse jeugdinternational Sergio Asenjo.
Op 26 november 2011 startte Courtois in de basis tegen Real Madrid. Atlético kwam 0-1 voor, maar Courtois haalde na 20 minuten de doorgebroken Karim Benzema neer en kreeg een rode kaart, waarna Real vanaf de stip gelijkmaakte. Atlético verloor met 4-1. Op 9 mei 2012 pakte hij als 26e, en op een na jongste, Belg ooit de UEFA Europa League (enkel zijn ex-coach Frank Vercauteren was jonger). In het Arena Națională in Boekarest werd het 3-0 tegen Athletic Bilbao. Courtois was de eerste doelman die de nul kon houden tegen de Basken in deze editie. Enkele maanden later versloeg Courtois met Atlético zijn werkgever Chelsea in een duel om de UEFA Super Cup. De Spanjaarden wonnen met 1-4.
In zijn tweede seizoen was Courtois weer succesvol. Ondanks het feit dat hij geen enkele Europese wedstrijd speelde, behalve die van de Europese Supercup, bewees hij zijn kunnen in de Spaanse beker en competitie. Atlético won de Copa Del Rey van stadsrivaal Real Madrid met 1-2. In de nationale competitie werden ze derde, op 24 punten van kampioen FC Barcelona. Het was het beste resultaat van de club sinds de landstitel in 1996. Tevens werd Courtois beloond met de Trofeo Zamora, een prijs voor de minst gepasseerde doelman van het seizoen. Hij is niet alleen de jongste maar ook de eerste Belg die de trofee wist te winnen. Daarvoor waren er alleen Spanjaarden, Argentijnen en één Kameroener die laureaat werden. Courtois werd nadien door de Marca-lezers verkozen tot beste doelman van het jaar. Hij stond ook samen met zijn ploeggenoot Radamel Falcao in de ploeg van het jaar. Hij heeft de voorbije seizoenen interesse van FC Barcelona opgewekt

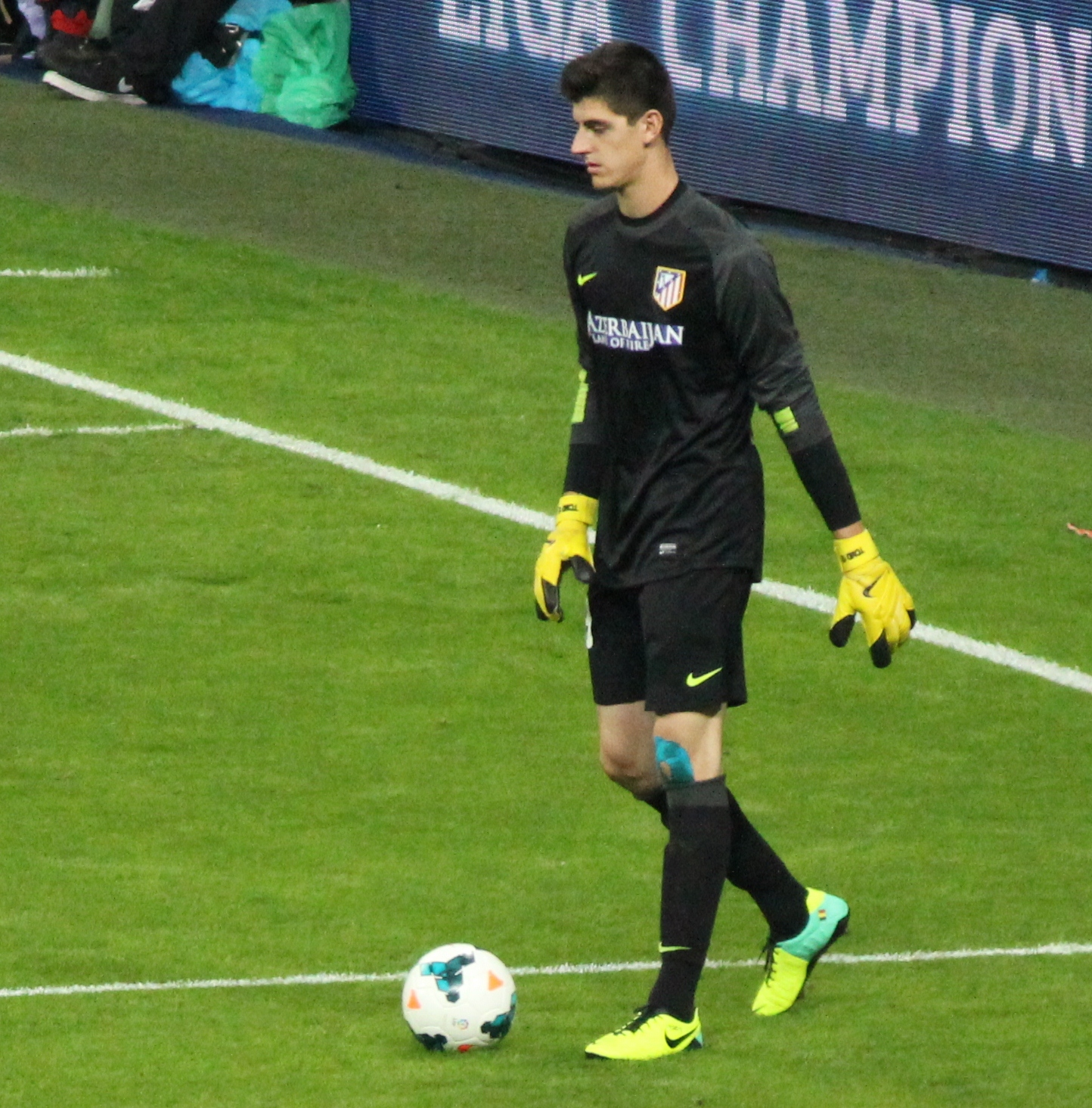
Courtois tijdens Real Madrid - Atlético Madrid op 28 September 2013

Op 8 juni 2013 maakte Courtois bekend dat hij nog een jaar in Madrid zou blijven. Dit zou in overleg gebeurd zijn met José Mourinho, de nieuwe coach van Chelsea. Op 2 december 2013 werd hij in Spanje verkozen tot beste doelman. Hij ging in het referendum collega's Víctor Valdés en Willy Caballero vooraf.
Op 17 mei 2014 werd Courtois met Atlético Madrid Spaans landskampioen. Op de laatste speeldag speelde hij met zijn ploeg 1-1 gelijk uit bij titelconcurrent Barcelona. Dat was genoeg om een voorsprong van drie punten op de ranglijst over de eindstreep te trekken. Ook haalde Courtois met zijn ploeg dat seizoen de finale van de UEFA Champions League, waarin hij van de eerste tot en met de laatste minuut speelde. Tegen stadsgenoot Real Madrid werd het 1-1 in de reguliere speeltijd. In de verlenging ging de toernooiwinst naar Real, dat daarin nog drie keer scoorde.
Nadien keerde Courtois terug naar Chelsea waarmee hij in 2015 en 2017 kampioen van Engeland werd. Ook won hij er de League Cup in 2015 en de FA Cup in 2018.

### Real Madrid
Hij tekende in augustus 2018 een contract tot medio 2024 bij Real Madrid, dat circa €35 miljoen voor hem betaalde aan Chelsea. Hij won er het Spaans kampioenschap in 2020, 2022 en 2024. In 2021 verlengde hij er zijn lopend contract van 2024 tot 2026.
Op 28 mei 2022 won Real Madrid met 0-1 de UEFA Champions League finale tegen Liverpool. Met negen reddingen had Courtois een groot deel in die winst. Hij werd door de UEFA verkozen tot beste speler van de wedstrijd.
Begin augustus 2023 viel Courtois maandenlang uit na een op training opgelopen gescheurde kruisband in de linkerknie. In mei 2024 maakt hij na een lange revalidatie zijn comeback. Op 1 juni speelde hij de finale van de UEFA Champions League tegen Borussia Dortmund. De wedstrijd werd met 0-2 gewonnen en Courtois hield de nul.
In het seizoen 2024/25 was hij opnieuw een vaste waarde in het Madrileense doel, ook al sukkelde hij opnieuw met kleine blessures. Courtois speelde elke wedstrijd van het WK Voor Clubs 2025, waarin Real Madrid in de halve finale werd uitgeschakeld.

## Clubstatistieken
| Seizoen | Club              | Competitie       | Competitie | Competitie | Beker | Beker | Europa | Europa | Totaal | Totaal |
| Seizoen | Club              | Competitie       | Wed.       | Dlp.       | Wed.  | Dlp.  | Wed.   | Dlp.   | Wed.   | Dlp.   |
| ------- | ----------------- | ---------------- | ---------- | ---------- | ----- | ----- | ------ | ------ | ------ | ------ |
| 2008/09 | KRC Genk          | Eerste klasse    | 1          | 0          | 0     | 0     | 0      | 0      | 1      | 0      |
| 2009/10 | KRC Genk          | Eerste klasse    | 0          | 0          | 0     | 0     | 0      | 0      | 0      | 0      |
| 2010/11 | KRC Genk          | Eerste klasse    | 40         | 0          | 1     | 0     | 3      | 0      | 44     | 0      |
| 2011/12 | → Atlético Madrid | Primera División | 37         | 0          | 0     | 0     | 15     | 0      | 52     | 0      |
| 2012/13 | → Atlético Madrid | Primera División | 37         | 0          | 8     | 0     | 1      | 0      | 46     | 0      |
| 2013/14 | → Atlético Madrid | Primera División | 37         | 0          | 7     | 0     | 12     | 0      | 56     | 0      |
| 2014/15 | Chelsea           | Premier League   | 32         | 0          | 2     | 0     | 5      | 0      | 39     | 0      |
| 2015/16 | Chelsea           | Premier League   | 23         | 0          | 4     | 0     | 3      | 0      | 30     | 0      |
| 2016/17 | Chelsea           | Premier League   | 36         | 0          | 3     | 0     | —      | —      | 37     | 0      |
| 2017/18 | Chelsea           | Premier League   | 35         | 0          | 3     | 0     | 8      | 0      | 48     | 0      |
| 2018/19 | Real Madrid       | Primera Division | 27         | 0          | 1     | 0     | 5      | 0      | 35     | 0      |
| 2019/20 | Real Madrid       | Primera Division | 34         | 0          | 2     | 0     | 7      | 0      | 43     | 0      |
| 2020/21 | Real Madrid       | Primera Division | 38         | 0          | 1     | 0     | 10     | 0      | 49     | 0      |
| 2021/22 | Real Madrid       | Primera Division | 36         | 0          | 3     | 0     | 13     | 0      | 52     | 0      |
| 2022/23 | Real Madrid       | Primera Division | 22         | 0          | 7     | 0     | 6      | 0      | 35     | 0      |
| 2023/24 | Real Madrid       | Primera Division | 4          | 0          | 0     | 0     | 1      | 0      | 5      | 0      |
| Totaal  | Totaal            | Totaal           | 438        | 0          | 42    | 0     | 89     | 0      | 669    | 0      |

## Interlandcarrière
In maart 2011 werd Courtois voor de eerste maal opgeroepen voor de Rode Duivels. Bondscoach Georges Leekens selecteerde hem als vervanger voor de geblesseerde Silvio Proto. Op 15 november 2011 maakte hij zijn debuut voor de nationale ploeg. Hij speelde mee in een vriendschappelijke wedstrijd tegen Frankrijk. Courtois hield zijn netten schoon, de wedstrijd eindigde op 0-0. Hij is de jongste keeper ooit bij de Rode Duivels. Tijdens de kwalificatiewedstrijden voor Euro 2012 opteerde Georges Leekens voor Simon Mignolet als nummer één. Toen Marc Wilmots bondscoach werd, werd Courtois de nieuwe nummer één. Hij keepte alle WK-kwalificatiewedstrijden op weg naar Brazilië. In acht kwalificatiewedstrijden slikte Courtois vier doelpunten.

#### WK 2014 Brazilië
Courtois werd op 13 mei 2014 geselecteerd als doelman nummer 1 voor het WK in Brazilië. De nationale ploeg speelde ter voorbereiding van dit WK drie vriendschappelijke interlands. Courtois stond twee keer tussen de palen, namelijk tegen Zweden en Tunesië. Hij hield hier telkens de nul. In de andere vriendschappelijke interland tegen Luxemburg werd Sammy Bossut (SV Zulte Waregem) opgesteld, omdat Thibaut Courtois nog niet bij de selectie was aangesloten (hij speelde de week voordien de Champions League-finale) en Simon Mignolet (Liverpool FC) een blessure had opgelopen op training. Omdat de bondscoach één keer te veel wisselde, wordt de oefeninterland tegen Luxemburg niet door FIFA erkend.

#### EK 2016 Frankrijk
In 2016 stond hij alle wedstrijden in doel bij de Belgen op het EK in Frankrijk. Hij sloot het toernooi af met drie clean sheets. Na de uitschakeling in de kwartfinale tegen Wales uitte Courtois achteraf openlijk kritiek op de aanpak van coach Wilmots.

#### WK 2018 Rusland
Ook het wereldkampioenschap van 2018 in Rusland, ditmaal onder bondscoach Martinez, was hij de eerste keuze. Hij speelde een quasi foutloos toernooi en pakte uit met heel wat wereldsaves. Helaas kon ook hij een nederlaag in de halve finale tegen Frankrijk niet vermijden. Hij pakte uiteindelijk brons met België en won de trofee voor de beste doelman van het toernooi.

#### EK 2020
Courtois speelde alle wedstrijden op het Europees kampioenschap voetbal in 2021, tot aan de uitschakeling in de kwartfinales tegen de latere kampioen Italië (1-2).

#### WK 2022 Qatar

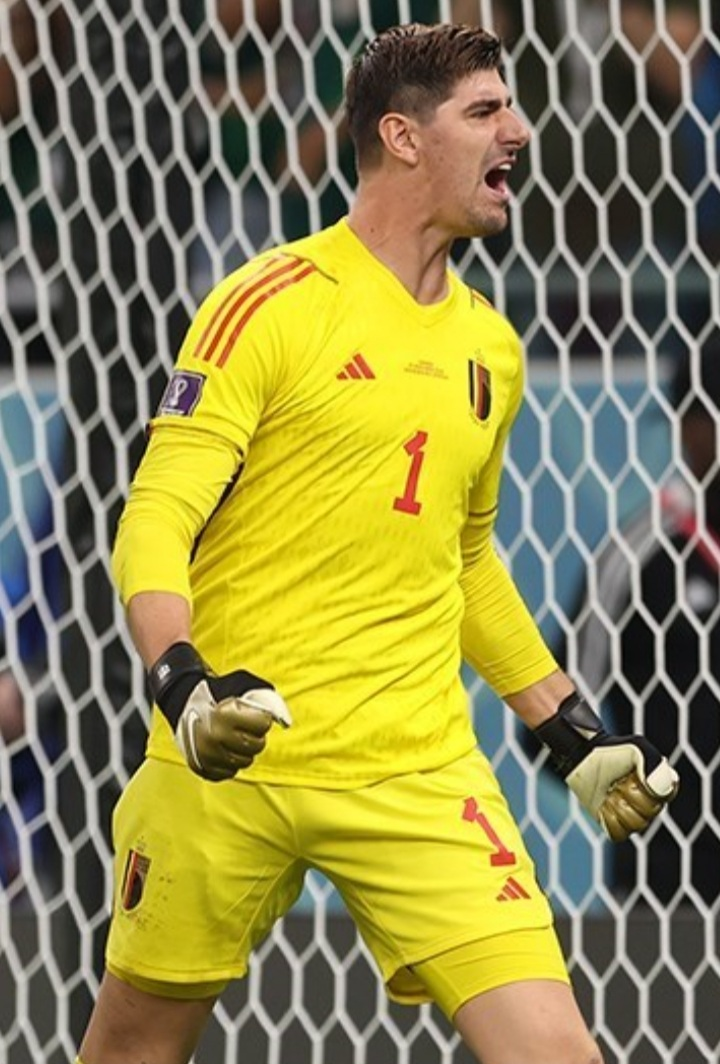
Thibaut Courtois op het WK 2022 in Qatar

Op 10 november 2022 hakte Martinez de knoop voor de definitieve WK selectie door. Thibaut Courtois maakte hiervan zoals verwacht deel uit. In de drie groepswedstrijden tegen Canada (1-0 overwinning), Marokko (0-2 verlies) en Kroatië (0-0) stond Courtois in de basis. In de openingswedstrijd tegen Canada stopte hij een penalty. Tegen Kroatië speelde hij zijn honderdste interland voor de Rode Duivels. Hij behaalde hierin 51 clean sheets en won 73 keer. Hij is na Jan Vertonghen, Axel Witsel, Toby Alderweireld, Eden Hazard, Dries Mertens en Romelu Lukaku de zevende Belg die deze mijlpaal bereikt.

#### EK 2024 Duitsland
Onder de nieuwe bondscoach Domenico Tedesco bleef Courtois de vaste doelman in de kwalificatie-interlands voor het Europees Kampioenschap 2024 in Duitsland. Na een aanvaring met Tedesco en een zware kruisbandblessure, die hem tot kort voor het EK van het veld houdt, gaf hij op 19 december 2023 forfait voor het eindtoernooi.

#### Tijdelijk einde Rode Duivels
Eind augustus 2024 maakte Courtois bekend dat hij zich niet meer voor de Rode Duivels zou spelen onder bondscoach Domenico Tedesco. Zijn relatie met hem was al enige tijd verzuurd. Na de aanstelling van Rudi Garcia als nieuwe bondscoach stelde Courtois zich weer beschikbaar en werd in maart 2025 dan ook weer opgenomen in de selectie van het Belgische elftal.

## Interlands
| Interlands van Thibaut Courtois voor België | Interlands van Thibaut Courtois voor België | Interlands van Thibaut Courtois voor België | Interlands van Thibaut Courtois voor België | Interlands van Thibaut Courtois voor België | Interlands van Thibaut Courtois voor België |
| Nr.                                         | Datum                                       | Wedstrijd                                   | Uitslag                                     | Soort wedstrijd                             | Goals                                       |
| Als speler bij Atlético Madrid              | Als speler bij Atlético Madrid              | Als speler bij Atlético Madrid              | Als speler bij Atlético Madrid              | Als speler bij Atlético Madrid              | Als speler bij Atlético Madrid              |
| ------------------------------------------- | ------------------------------------------- | ------------------------------------------- | ------------------------------------------- | ------------------------------------------- | ------------------------------------------- |
| 1.                                          | 15 november 2011                            | Frankrijk – België                          | 0 – 0                                       | Vriendschappelijk                           | -                                           |
| 2.                                          | 25 mei 2012                                 | België – Montenegro                         | 2 – 2                                       | Vriendschappelijk                           | -                                           |
| 3.                                          | 15 augustus 2012                            | België – Nederland                          | 4 – 2                                       | Vriendschappelijk                           | -                                           |
| 4.                                          | 7 september 2012                            | Wales – België                              | 0 – 2                                       | Kwalificatie WK 2014                        | -                                           |
| 5.                                          | 11 september 2012                           | België – Kroatië                            | 1 – 1                                       | Kwalificatie WK 2014                        | -                                           |
| 6.                                          | 12 oktober 2012                             | Servië – België                             | 0 – 3                                       | Kwalificatie WK 2014                        | -                                           |
| 7.                                          | 16 oktober 2012                             | België – Schotland                          | 2 – 0                                       | Kwalificatie WK 2014                        | -                                           |
| 8.                                          | 22 maart 2013                               | Macedonië – België                          | 0 – 2                                       | Kwalificatie WK 2014                        | -                                           |
| 9.                                          | 26 maart 2013                               | België – Macedonië                          | 1 – 0                                       | Kwalificatie WK 2014                        | -                                           |
| 10.                                         | 7 juni 2013                                 | België – Servië                             | 2 – 1                                       | Kwalificatie WK 2014                        | -                                           |
| 11.                                         | 14 augustus 2013                            | België – Frankrijk                          | 0 – 0                                       | Vriendschappelijk                           | -                                           |
| 12.                                         | 6 september 2013                            | Schotland – België                          | 0 – 2                                       | Kwalificatie WK 2014                        | -                                           |
| 13.                                         | 11 oktober 2013                             | Kroatië – België                            | 1 – 2                                       | Kwalificatie WK 2014                        | -                                           |
| 14.                                         | 15 oktober 2013                             | België – Wales                              | 1 – 1                                       | Kwalificatie WK 2014                        | -                                           |
| 15.                                         | 5 maart 2014                                | België – Ivoorkust                          | 2 – 2                                       | Vriendschappelijk                           | -                                           |
| 16.                                         | 1 juni 2014                                 | Zweden – België                             | 0 – 2                                       | Vriendschappelijk                           | -                                           |
| 17.                                         | 7 juni 2014                                 | België – Tunesië                            | 1 – 0                                       | Vriendschappelijk                           | -                                           |
| 18.                                         | 17 juni 2014                                | Algerije – België                           | 1 – 2                                       | WK 2014                                     | -                                           |
| 19.                                         | 22 juni 2014                                | België – Rusland                            | 1 – 0                                       | WK 2014                                     | -                                           |
| 20.                                         | 26 juni 2014                                | Zuid-Korea – België                         | 0 – 1                                       | WK 2014                                     | -                                           |
| Als speler bij Chelsea FC                   |                                             |                                             |                                             |                                             |                                             |
| 21.                                         | 1 juli 2014                                 | Verenigde Staten – België                   | 2 – 1                                       | WK 2014                                     | -                                           |
| 22.                                         | 5 juli 2014                                 | Argentinië – België                         | 1 – 0                                       | WK 2014                                     | -                                           |
| 23.                                         | 4 september 2014                            | België – Australië                          | 2 – 0                                       | Vriendschappelijk                           | -                                           |
| 24.                                         | 10 oktober 2014                             | België – Andorra                            | 6 – 0                                       | Kwalificatie EK 2016                        | -                                           |
| 25.                                         | 13 oktober 2014                             | Bosnië en Herzegovina – België              | 1 – 1                                       | Kwalificatie EK 2016                        | -                                           |
| 26.                                         | 12 november 2014                            | België – IJsland                            | 3 – 1                                       | Vriendschappelijk                           | -                                           |
| 27.                                         | 16 november 2014                            | België – Wales                              | 0 – 0                                       | Kwalificatie EK 2016                        | -                                           |
| 28.                                         | 28 maart 2015                               | België – Cyprus                             | 5 – 0                                       | Kwalificatie EK 2016                        | -                                           |
| 29.                                         | 31 maart 2015                               | Israël – België                             | 0 – 1                                       | Kwalificatie EK 2016                        | -                                           |
| 30.                                         | 7 juni 2015                                 | Frankrijk - België                          | 3 - 4                                       | Vriendschappelijk                           | -                                           |
| 31.                                         | 12 juni 2015                                | Wales - België                              | 1 - 0                                       | Kwalificatie EK 2016                        | -                                           |
| 32.                                         | 3 september 2015                            | België - Bosnië en Herzegovina              | 3 - 1                                       | Kwalificatie EK 2016                        | -                                           |
| 33.                                         | 6 september 2015                            | Cyprus - België                             | 0 - 1                                       | Kwalificatie EK 2016                        | -                                           |
| 34.                                         | 29 maart 2016                               | Portugal - België                           | 2 - 1                                       | Vriendschappelijk                           | -                                           |
| 35.                                         | 28 mei 2016                                 | Zwitserland - België                        | 1 - 2                                       | Vriendschappelijk                           | -                                           |
| 36.                                         | 1 juni 2016                                 | België - Finland                            | 1 - 1                                       | Vriendschappelijk                           | -                                           |
| 37.                                         | 5 juni 2016                                 | België - Noorwegen                          | 3 - 2                                       | Vriendschappelijk                           | -                                           |
| 38.                                         | 13 juni 2016                                | België - Italië                             | 0 - 2                                       | EK 2016                                     | -                                           |
| 39.                                         | 18 juni 2016                                | België - Ierland                            | 3 - 0                                       | EK 2016                                     | -                                           |
| 40.                                         | 22 juni 2016                                | Zweden - België                             | 0 - 1                                       | EK 2016                                     | -                                           |
| 41.                                         | 26 juni 2016                                | Hongarije - België                          | 0 - 4                                       | EK 2016                                     | -                                           |
| 42.                                         | 1 juli 2016                                 | Wales - België                              | 3 - 1                                       | EK 2016                                     | -                                           |
| 43.                                         | 1 september 2016                            | België - Spanje                             | 0 - 2                                       | Vriendschappelijk                           | -                                           |
| 44.                                         | 6 september 2016                            | Cyprus - België                             | 0 - 3                                       | Kwalificatie WK 2018                        | -                                           |
| 45.                                         | 7 oktober 2016                              | België - Bosnië en Herzegovina              | 4 - 0                                       | Kwalificatie WK 2018                        | -                                           |
| 46.                                         | 10 oktober 2016                             | Gibraltar – België                          | 0 – 6                                       | Kwalificatie WK 2018                        | -                                           |
| 47.                                         | 13 november 2016                            | België – Estland                            | 8 – 1                                       | Kwalificatie WK 2018                        | -                                           |
| 48.                                         | 25 maart 2017                               | België – Griekenland                        | 1 – 1                                       | Kwalificatie WK 2018                        | -                                           |
| 49.                                         | 5 juni 2017                                 | België – Tsjechië                           | 2 – 1                                       | Vriendschappelijk                           | -                                           |
| 50.                                         | 9 juni 2017                                 | Estland – België                            | 0 – 2                                       | Kwalificatie WK 2018                        | -                                           |
| 51.                                         | 31 augustus 2017                            | België – Gibraltar                          | 9 – 0                                       | Kwalificatie WK 2018                        | -                                           |
| 52.                                         | 3 september 2017                            | Griekenland – België                        | 1 – 2                                       | Kwalificatie WK 2018                        | -                                           |
| 53.                                         | 7 oktober 2017                              | Bosnië en Herzegovina – België              | 3 – 4                                       | Kwalificatie WK 2018                        | -                                           |
| 54.                                         | 10 oktober 2017                             | België – Cyprus                             | 4 – 0                                       | Kwalificatie WK 2018                        | -                                           |
| 55.                                         | 10 november 2017                            | België – Mexico                             | 3 – 3                                       | Vriendschappelijk                           | -                                           |
| 56.                                         | 2 juni 2018                                 | België – Portugal                           | 0 – 0                                       | Vriendschappelijk                           | -                                           |
| 57.                                         | 6 juni 2018                                 | België – Egypte                             | 3 – 0                                       | Vriendschappelijk                           | -                                           |
| 58.                                         | 11 juni 2018                                | België – Costa Rica                         | 4 – 1                                       | Vriendschappelijk                           | -                                           |
| 59.                                         | 18 juni 2018                                | België – Panama                             | 3 – 0                                       | WK 2018                                     | -                                           |
| 60.                                         | 23 juni 2018                                | België – Tunesië                            | 5 – 2                                       | WK 2018                                     | -                                           |
| 61.                                         | 28 juni 2018                                | Engeland – België                           | 0 – 1                                       | WK 2018                                     | -                                           |
| 62.                                         | 2 juli 2018                                 | België – Japan                              | 3 – 2                                       | WK 2018                                     | -                                           |
| 63.                                         | 6 juli 2018                                 | Brazilië – België                           | 1 – 2                                       | WK 2018                                     | -                                           |
| 64.                                         | 10 juli 2018                                | Frankrijk – België                          | 1 – 0                                       | WK 2018                                     | -                                           |
| 65.                                         | 14 juli 2018                                | België – Engeland                           | 2 – 0                                       | WK 2018                                     | -                                           |
| Als speler bij Real Madrid                  |                                             |                                             |                                             |                                             |                                             |
| 66.                                         | 7 september 2018                            | Schotland – België                          | 0 – 4                                       | Vriendschappelijk                           | -                                           |
| 67.                                         | 11 september 2018                           | IJsland – België                            | 0 – 3                                       | Nations League 2018/19                      | -                                           |
| 68.                                         | 12 oktober 2018                             | België – Zwitserland                        | 2 – 1                                       | Nations League 2018/19                      | -                                           |
| 69.                                         | 15 november 2018                            | België – IJsland                            | 2 – 0                                       | Nations League 2018/19                      | -                                           |
| 70.                                         | 12 oktober 2018                             | Zwitserland – België                        | 5 – 2                                       | Nations League 2018/19                      | -                                           |
| 71.                                         | 21 maart 2019                               | België – Rusland                            | 3 – 1                                       | Kwalificatie EK 2020                        | -                                           |
| 72.                                         | 24 maart 2019                               | Cyprus – België                             | 0 – 2                                       | Kwalificatie EK 2020                        | -                                           |
| 73.                                         | 8 juni 2019                                 | België – Kazachstan                         | 3 – 0                                       | Kwalificatie EK 2020                        | -                                           |
| 74.                                         | 11 juni 2019                                | België – Schotland                          | 3 – 0                                       | Kwalificatie EK 2020                        | -                                           |
| 75.                                         | 6 september 2019                            | San Marino – België                         | 0 – 4                                       | Kwalificatie EK 2020                        | -                                           |
| 76.                                         | 9 september 2019                            | Schotland – België                          | 0 – 4                                       | Kwalificatie EK 2020                        | -                                           |
| 77.                                         | 10 oktober 2019                             | België – San Marino                         | 9 – 0                                       | Kwalificatie EK 2020                        | -                                           |
| 78.                                         | 13 oktober 2019                             | Kazachstan – België                         | 0 – 2                                       | Kwalificatie EK 2020                        | -                                           |
| 79.                                         | 16 november 2019                            | Rusland – België                            | 1 – 4                                       | Kwalificatie EK 2020                        | -                                           |
| 80.                                         | 15 november 2020                            | België – Engeland                           | 2 – 0                                       | Nations League 2020/21                      | -                                           |
| 81.                                         | 18 november 2020                            | België – Denemarken                         | 4 – 2                                       | Nations League 2020/21                      | -                                           |
| 82.                                         | 24 maart 2021                               | België – Wales                              | 3 – 1                                       | Kwalificatie WK 2022                        | -                                           |
| 83.                                         | 27 maart 2021                               | Tsjechië – België                           | 1 – 1                                       | Kwalificatie WK 2022                        | -                                           |
| 84.                                         | 6 juni 2021                                 | België – Kroatië                            | 1 – 0                                       | Vriendschappelijk                           | -                                           |
| 85.                                         | 12 juni 2021                                | België - Rusland                            | 3 – 0                                       | EK 2020                                     | -                                           |
| 86.                                         | 17 juni 2021                                | Denemarken - België                         | 1 – 2                                       | EK 2020                                     | -                                           |
| 87.                                         | 21 juni 2021                                | Finland - België                            | 0 – 2                                       | EK 2020                                     | -                                           |
| 88.                                         | 27 juni 2021                                | België - Portugal                           | 1 – 0                                       | EK 2020                                     | -                                           |
| 89.                                         | 2 juli 2021                                 | België - Italië                             | 1 – 2                                       | EK 2020                                     | -                                           |
| 90.                                         | 2 september 2021                            | Estland - België                            | 2 – 5                                       | Kwalificatie WK 2022                        | -                                           |
| 91.                                         | 5 september 2021                            | België − Tsjechië                           | 3 – 0                                       | Kwalificatie WK 2022                        | -                                           |
| 92.                                         | 7 oktober 2021                              | België – Frankrijk                          | 2 – 3                                       | Nations League 2020/21                      | -                                           |
| 93.                                         | 10 oktober 2021                             | Italië – België                             | 2 – 1                                       | Nations League 2020/21                      | -                                           |
| 94.                                         | 13 november 2021                            | België - Estland                            | 3 – 1                                       | Kwalificatie WK 2022                        | -                                           |
| 95.                                         | 22 september 2022                           | België – Wales                              | 2 – 1                                       | Nations League 2022/23                      | -                                           |
| 96.                                         | 25 september 2022                           | Nederland – België                          | 1 – 0                                       | Nations League 2022/23                      | -                                           |
| 97.                                         | 18 november 2022                            | België – Egypte                             | 1 – 2                                       | Vriendschappelijk                           | -                                           |
| 98.                                         | 23 november 2022                            | België – Canada                             | 1 – 0                                       | WK 2022                                     | -                                           |
| 99.                                         | 27 november 2022                            | België – Marokko                            | 0 – 2                                       | WK 2022                                     | -                                           |
| 100.                                        | 1 december 2022                             | Kroatië – België                            | 0 – 0                                       | WK 2022                                     | -                                           |
| 101.                                        | 24 maart 2023                               | Zweden – België                             | 0 – 3                                       | Kwalificatie EK 2024                        | -                                           |
| 102.                                        | 17 juni 2023                                | België – Oostenrijk                         | 1 – 1                                       | Kwalificatie EK 2024                        | -                                           |
| 103.                                        | 20 maart 2025                               | Oekraïne – België                           | 3 – 1                                       | UEFA Nations League 2024/25 barrages        | -                                           |
| Bijgewerkt t/m 20 maart 2025.               |                                             |                                             |                                             |                                             |                                             |

## Erelijst

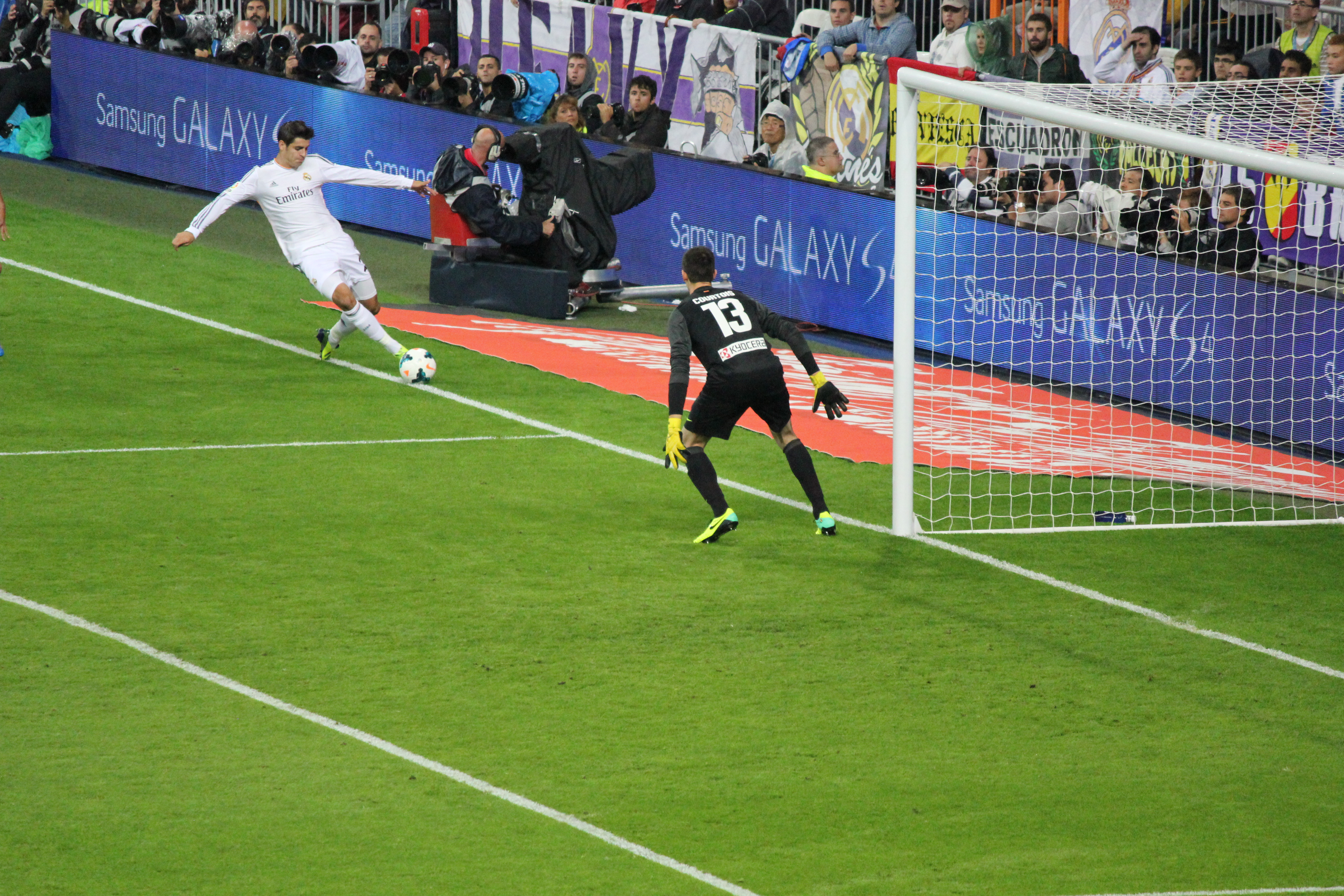
Courtois tegenover Álvaro Morata van Real Madrid.

| Competitie                | Aantal   | Jaren                     |
| KRC Genk                  | KRC Genk | KRC Genk                  |
| ------------------------- | -------- | ------------------------- |
| Eerste klasse             | 1x       | 2010/11                   |
| Beker van België          | 1x       | 2008/09                   |
| Atlético Madrid           |          |                           |
| UEFA Europa League        | 1x       | 2011/12                   |
| UEFA Super Cup            | 1x       | 2012                      |
| Primera División          | 1x       | 2013/14                   |
| Copa del Rey              | 1x       | 2012/13                   |
| Chelsea                   |          |                           |
| Premier League            | 2x       | 2014/15, 2016/17          |
| FA Cup                    | 1x       | 2017/18                   |
| Football League Cup       | 1x       | 2014/15                   |
| Real Madrid               |          |                           |
| UEFA Champions League     | 2x       | 2021/22, 2023/24          |
| UEFA Super Cup            | 2x       | 2022, 2024                |
| FIFA Club World Cup       | 2x       | 2018, 2022                |
| FIFA Intercontinental Cup | 1x       | 2024                      |
| Primera División          | 3x       | 2019/20, 2021/22, 2023/24 |
| Copa del Rey              | 1x       | 2022/23                   |
| Supercopa de España       | 2x       | 2019/20, 2021/22          |

| Competitie | Winnaar | Winnaar | Runner-up | Runner-up | Derde  | Derde  |
| Competitie | Aantal  | Jaren   | Aantal    | Jaren     | Aantal | Jaren  |
| België     | België  | België  | België    | België    | België | België |
| ---------- | ------- | ------- | --------- | --------- | ------ | ------ |
| FIFA WK    |         |         |           |           | 1x     | 2018   |

| Individueel                                  |    |                  |
| Belgisch doelman van het jaar                | 1x | 2011             |
| Spaans doelman van het jaar                  | 1x | 2013             |
| Trofeo Zamora                                | 3x | 2013, 2014, 2020 |
| Beste Belgische voetballer in het Buitenland | 2x | 2013, 2014       |
| Belgisch Sportman van het jaar               | 1x | 2014             |
| Golden Glove                                 | 1x | 2018             |
| Wereldkeeper van het jaar                    | 1x | 2018             |
| The Best FIFA Men's Goalkeeper               | 1x | 2018             |

## Records

### Atlético Madrid
- 2012-2013: Hij is de doelman die het langst zijn netten schoon hield voor Atlético in eigen huis (819 minuten).
- 2012-2013: Hij is de doelman die het langst zijn netten schoon hield voor Atlético buitenhuis (680 minuten).
- 2012-2013: Hij is de doelman die de meeste 'clean sheets' in de Primera División heeft gerealiseerd, namelijk twintig.

### Real Madrid
- 2022: Hij is de doelman met de meeste reddingen in een UEFA Champions League-finale, namelijk negen.

## Privé
Uit zijn eerste huwelijk met een Spaanse vrouw heeft Courtois een dochter en zoon. In 2023 huwde hij een tweede keer met het Israëlische model Mishel Gerzig. Samen kregen ze op 30 maart 2024 een dochter.